# Opération Herrick
Pour les articles homonymes, voir Herrick.
Guerre d'Afghanistan
Batailles
- Rhino et Gecko
- Mazar-e-Charif
- Hérat
- Siège de Kunduz
- Prise de Kaboul
- Qala-e-Jangi
- Kandahar
- Tora Bora
- Massacre de Dasht-i Leili

- Opération Anaconda
- Opération Jacana
- Opération Red Wings
- 1re bataille de Lashkar Gah
- Opération Mountain Thrust
- Opération Kaika
- Sangin
- Première Panjwaye
- Deuxième Panjwaye
- Opération Medusa
- Opération Mountain Fury
- Opération Falcon Summit
- Opération Achilles
- Opération Hoover
- Chora
- Opération Hammer
- Base Anaconda
- Opération Harekate Yolo
- Musa Qala
- Opération Karez
- Prison de Sarposa
- Arghandab
- Wanat
- Bataille de Shewan
- Embuscade d'Uzbin
- Bombardement d'Azizabad
- Opération Eagle's Summit
- Balamorghab
- Alasaï
- Bombardement de Granai
- Opération Panther's Claw
- Opération Strike of the Sword
- (Dahaneh)
- 1re Chahar Dara
- Bombardement de Kunduz
- Kamdesh
- 2e Chahar Dara
- Opération Avalon
- Opération Septentrion
- Kaboul
- Marjah
- Korengal
- Opération Shamshir
- Joybar
- Massacre de Kandahar
- Kaboul
- Tagab
- Farâh
- Opération Almas
- Ghaziabad
- Ziruk
- Sangin
- Ajristan
- Laghman
- Yayha Khail
- 1re Bataille de Kunduz
- Attentat du 19 avril 2016 à Kaboul
- Attentats du 20 juin 2016 à Kaboul
- Attentat du 23 juillet 2016 à Kaboul
- Bataille de Tarin Kôt
- 2e bataille de Kunduz
- Attentats du 10 janvier 2017
- Attaque de l'hôpital militaire de Kaboul (2017)
- Attaque de camp Shaheen
- Attentat du 31 mai 2017 à Kaboul
- Attentat de la mosquée d'Hérat
- Attentats du 17 octobre 2017
- Attentats du 20 octobre 2017
- Attentat de l'hôtel Intercontinental de Kaboul de 2018
- Attentat du 27 janvier 2018 à Kaboul
- Attentat de la mosquée de Gardêz
- Bataille de Darzab
- Bataille de Ghazni
- 2e bataille d'Ajristan
- Bataille de Chenaya
- Bataille d'Allauddin
- Attentat du 15 août 2018 à Kaboul
- Attentat de Maidan Shar
- Attentat du 7 août 2019 à Kaboul
- Attentat du 17 août 2019 à Kaboul
- 3e bataille de Kunduz
- Attentat du 6 mars 2020 à Kaboul
- Attentat du 25 mars 2020 à Kaboul
- 2e bataille de Lashkar Gah
- Attentat du 24 octobre 2020 à Kaboul
- Attentat de 2020 à l'université de Kaboul
- Attentat du 8 mai 2021 à Kaboul
- Offensive des talibans de 2021
- 3e bataille de Kandahar
- 3e bataille de Lashkar Gah
- Prise de Kaboul
- Conflit du Panchir
- Retrait des troupes américaines
- Attaque de l'hôpital militaire de Kaboul (2021)

L'opération Herrick est le nom de code sous lequel toutes les opérations britanniques de la guerre en Afghanistan ont été menées de 2002 à la fin des opérations de combat en 2014. Il s'agissait de la contribution britannique à la Force internationale d'assistance à la sécurité (ISAF) dirigée par l'OTAN et du soutien à l'opération Enduring Freedom (OEF) dirigée par les États-Unis, dans ce pays d'Asie centrale.
L'opération Herrick remplace deux déploiements précédents en Afghanistan. La première d'entre elles était l'opération Veritas, qui consistait en un soutien lors de l'invasion américaine de l'Afghanistan en octobre 2001. L'opération s'est achevée par une escarmouche dans l'est de l'Afghanistan impliquant 1 700 Royal Marines lors de l'opération Jacana à la mi-2002. La seconde était l'opération Fingal, qui impliquait un leadership et une forte contribution de 2 000 personnes pour une ISAF nouvellement formée à Kaboul après décembre 2001. Le commandement a ensuite été transféré à la Turquie, alliée de l'OTAN, plusieurs mois plus tard et le contingent britannique a été réduit à 300. Depuis lors, toutes les opérations de combat en Afghanistan ont été menées dans le cadre de l'opération Herrick. Après 2003, l'opération  augmenta en taille et en ampleur pour correspondre à l'intervention géographique croissante de l'ISAF en Afghanistan.
En décembre 2012, le Premier ministre britannique David Cameron annonça que 3 800 soldats, soit près de la moitié de la force servant dans la province de Helmand, seraient retirés en 2013, pour un effectif restant d'environ 5 200,. Le Royaume-Uni cessa toutes les opérations de combat en Afghanistan et retira ses dernières troupes de combat le 27 octobre 2014,. Entre 2001 et le 24 juillet 2015, 454 militaires britanniques au total sont morts lors d'opérations en Afghanistan,.
Avec la fin des opérations de combat, les opérations militaires britanniques en Afghanistan se concentrèrent sur l'entraînement dans le cadre de l'opération Toral, la contribution du Royaume-Uni à la mission Resolute Support de l'OTAN, qui s'acheva en juillet 2021.